# 1398
Il 1398 (MCCCXCVIII in numeri romani) è un anno  del XIV secolo.

## Eventi
- Il papa Bonifacio IX è costretto all'esilio per una durata di quasi un anno a causa di una serie di sommosse.
- 12 ottobre - Trattato di Salynas: Fu un trattato di pace firmato dal granduca di Lituania Vitoldo e il Gran maestro dell'Ordine teutonico Konrad von Jungingen.

## Nati
- 25 febbraio - Xuande, imperatore cinese († 1435)
- 7 marzo - Ormanno degli Albizi, politico e militare italiano
- 29 giugno - Giovanni II d'Aragona, sovrano († 1479)
- 25 luglio - Francesco Filelfo, umanista e scrittore italiano († 1481)
- 19 agosto - Íñigo López de Mendoza, poeta e militare spagnolo († 1458)
- 31 agosto - Giovanni di Valois, principe francese († 1417)
- 17 novembre - Pietro di Sicilia, principe († 1400)
- Amico Agnifili, cardinale e vescovo cattolico italiano († 1476)
- Bernardo Carnesecchi, politico, mercante e mecenate italiano († 1452)
- Giuliano Cesarini, cardinale italiano († 1444)
- Edvige di Holstein, nobile tedesca († 1436)
- Jacob Fugger il Vecchio, mercante tedesco († 1469)
- Lanfranco da Oriano, giurista italiano († 1488)
- Galeotto II Malatesta, condottiero italiano († 1414)
- Barnaba da Terni, presbitero e religioso italiano († 1477)
- Carlo Marsuppini, umanista e scrittore italiano († 1453)
- Alfonso Martínez de Toledo, scrittore e presbitero spagnolo († 1470)
- Montezuma I, imperatore azteco († 1469)
- Aimone Taparelli, presbitero italiano († 1495)
- Guglielmo di Flavy, condottiero francese († 1449)

## Morti
- 6 gennaio - Roberto II del Palatinato, nobile (n. 1325)
- 17 gennaio - Paola Bianca Malatesta, nobildonna italiana (n. 1366)
- 21 gennaio - Federico V di Norimberga, nobile tedesco (n. 1333)
- 31 gennaio - Sukō, imperatore giapponese (n. 1334)
- 10 marzo - Biordo Michelotti, nobile e condottiero italiano (n. 1352)
- 14 marzo - Teodoro di Mark, conte (n. 1374)
- 5 giugno - Antoniotto Adorno, doge (n. 1340)
- 24 giugno - Hongwu, imperatore cinese (n. 1328)
- 6 luglio - Giovannino de' Grassi, pittore, scultore e architetto italiano
- 20 luglio - Ruggero Mortimer, IV conte di March, nobile britannico (n. 1374)
- 25 luglio - Antonio Montaldo, doge (n. 1368)
- 15 agosto - Adam Easton, cardinale inglese
- 10 settembre - Jacopo I Appiano, nobile, notaio e politico italiano
- 20 settembre - Giacomo I di Cipro, nobile cipriota (n. 1334)
- 4 ottobre - Jean de Neufchâtel, cardinale e vescovo cattolico francese
- 5 ottobre - Bianca di Navarra, regina francese (n. 1333)
- 31 ottobre - Giacomo da Campione, scultore e architetto italiano
- 14 novembre - Andrzej Jastrzębiec, vescovo cattolico e diplomatico polacco
- 1º dicembre - Ottone IV di Brunswick-Grubenhagen, principe
- 13 dicembre - Jean de Rochechouart, cardinale e arcivescovo cattolico francese
- Abu 'Amir 'Abd Allah, marocchino
- Demetrio Cidone, letterato, teologo e traduttore bizantino (n. 1320)
- Giovanni del Biondo, pittore italiano
- Ludovico I il Giusto, duca
- Spinetta II Malaspina, nobile italiano
- Matteo di Foix-Béarn, condottiero francese
- Guglielmo Raimondo III Moncada, nobile, politico e militare italiano
- Nicola III di Alessandria, arcivescovo ortodosso egiziano
- Niccolò Terzi il Vecchio, condottiero italiano (n. 1327)
- Enrico III Ventimiglia, nobile italiano
- Pasquino Cappelli, politico e umanista italiano
- Simone del Pozzo, religioso e vescovo cattolico italiano
- Giovanni I di Empúries, conte (n. 1338)

## Calendario
| Calendario 1398 | Calendario 1398 | Calendario 1398 | Calendario 1398 | Calendario 1398 | Calendario 1398 | Calendario 1398 | Calendario 1398 | Calendario 1398 | Calendario 1398 | Calendario 1398 | Calendario 1398 | Calendario 1398 | Calendario 1398 | Calendario 1398 | Calendario 1398 | Calendario 1398 | Calendario 1398 | Calendario 1398 | Calendario 1398 | Calendario 1398 | Calendario 1398 | Calendario 1398 | Calendario 1398 | Calendario 1398 | Calendario 1398 | Calendario 1398 | Calendario 1398 | Calendario 1398 | Calendario 1398 | Calendario 1398 | Calendario 1398 | Calendario 1398 |
| --------------- | --------------- | --------------- | --------------- | --------------- | --------------- | --------------- | --------------- | --------------- | --------------- | --------------- | --------------- | --------------- | --------------- | --------------- | --------------- | --------------- | --------------- | --------------- | --------------- | --------------- | --------------- | --------------- | --------------- | --------------- | --------------- | --------------- | --------------- | --------------- | --------------- | --------------- | --------------- | --------------- |
|                 | 1               | 2               | 3               | 4               | 5               | 6               | 7               | 8               | 9               | 10              | 11              | 12              | 13              | 14              | 15              | 16              | 17              | 18              | 19              | 20              | 21              | 22              | 23              | 24              | 25              | 26              | 27              | 28              | 29              | 30              | 31              |                 |
| Gennaio         | Ma              | Me              | Gi              | Ve              | Sa              | Do              | Lu              | Ma              | Me              | Gi              | Ve              | Sa              | Do              | Lu              | Ma              | Me              | Gi              | Ve              | Sa              | Do              | Lu              | Ma              | Me              | Gi              | Ve              | Sa              | Do              | Lu              | Ma              | Me              | Gi              |                 |
| Febbraio        | Ve              | Sa              | Do              | Lu              | Ma              | Me              | Gi              | Ve              | Sa              | Do              | Lu              | Ma              | Me              | Gi              | Ve              | Sa              | Do              | Lu              | Ma              | Me              | Gi              | Ve              | Sa              | Do              | Lu              | Ma              | Me              | Gi              |                 |                 |                 |                 |
| Marzo           | Ve              | Sa              | Do              | Lu              | Ma              | Me              | Gi              | Ve              | Sa              | Do              | Lu              | Ma              | Me              | Gi              | Ve              | Sa              | Do              | Lu              | Ma              | Me              | Gi              | Ve              | Sa              | Do              | Lu              | Ma              | Me              | Gi              | Ve              | Sa              | Do              |                 |
| Aprile          | Lu              | Ma              | Me              | Gi              | Ve              | Sa              | Do              | Lu              | Ma              | Me              | Gi              | Ve              | Sa              | Do              | Lu              | Ma              | Me              | Gi              | Ve              | Sa              | Do              | Lu              | Ma              | Me              | Gi              | Ve              | Sa              | Do              | Lu              | Ma              |                 |                 |
| Maggio          | Me              | Gi              | Ve              | Sa              | Do              | Lu              | Ma              | Me              | Gi              | Ve              | Sa              | Do              | Lu              | Ma              | Me              | Gi              | Ve              | Sa              | Do              | Lu              | Ma              | Me              | Gi              | Ve              | Sa              | Do              | Lu              | Ma              | Me              | Gi              | Ve              |                 |
| Giugno          | Sa              | Do              | Lu              | Ma              | Me              | Gi              | Ve              | Sa              | Do              | Lu              | Ma              | Me              | Gi              | Ve              | Sa              | Do              | Lu              | Ma              | Me              | Gi              | Ve              | Sa              | Do              | Lu              | Ma              | Me              | Gi              | Ve              | Sa              | Do              |                 |                 |
| Luglio          | Lu              | Ma              | Me              | Gi              | Ve              | Sa              | Do              | Lu              | Ma              | Me              | Gi              | Ve              | Sa              | Do              | Lu              | Ma              | Me              | Gi              | Ve              | Sa              | Do              | Lu              | Ma              | Me              | Gi              | Ve              | Sa              | Do              | Lu              | Ma              | Me              |                 |
| Agosto          | Gi              | Ve              | Sa              | Do              | Lu              | Ma              | Me              | Gi              | Ve              | Sa              | Do              | Lu              | Ma              | Me              | Gi              | Ve              | Sa              | Do              | Lu              | Ma              | Me              | Gi              | Ve              | Sa              | Do              | Lu              | Ma              | Me              | Gi              | Ve              | Sa              |                 |
| Settembre       | Do              | Lu              | Ma              | Me              | Gi              | Ve              | Sa              | Do              | Lu              | Ma              | Me              | Gi              | Ve              | Sa              | Do              | Lu              | Ma              | Me              | Gi              | Ve              | Sa              | Do              | Lu              | Ma              | Me              | Gi              | Ve              | Sa              | Do              | Lu              |                 |                 |
| Ottobre         | Ma              | Me              | Gi              | Ve              | Sa              | Do              | Lu              | Ma              | Me              | Gi              | Ve              | Sa              | Do              | Lu              | Ma              | Me              | Gi              | Ve              | Sa              | Do              | Lu              | Ma              | Me              | Gi              | Ve              | Sa              | Do              | Lu              | Ma              | Me              | Gi              |                 |
| Novembre        | Ve              | Sa              | Do              | Lu              | Ma              | Me              | Gi              | Ve              | Sa              | Do              | Lu              | Ma              | Me              | Gi              | Ve              | Sa              | Do              | Lu              | Ma              | Me              | Gi              | Ve              | Sa              | Do              | Lu              | Ma              | Me              | Gi              | Ve              | Sa              |                 |                 |
| Dicembre        | Do              | Lu              | Ma              | Me              | Gi              | Ve              | Sa              | Do              | Lu              | Ma              | Me              | Gi              | Ve              | Sa              | Do              | Lu              | Ma              | Me              | Gi              | Ve              | Sa              | Do              | Lu              | Ma              | Me              | Gi              | Ve              | Sa              | Do              | Lu              | Ma              |                 |